# Benoît Menut
Benoît Menut est un compositeur français né à Brest le 19 janvier 1977.

## Biographie
Benoît Menut est né à Brest, en 1977, dans une famille de musiciens,. 
Durant sa formation, il est l'élève d’Olivier Greif, à qui rend hommage son trio pour piano, violon et violoncelle In Memoriam Olivier Greif. Après son cursus, notamment au conservatoire national de région de Paris et au Conservatoire national supérieur de musique de Paris, « il s'impose progressivement comme un compositeur parmi les plus talentueux de sa génération ».
En octobre 2007, il entre en résidence à l’Abbaye de La Prée et est, en mai 2008 lauréat de la fondation Natexis groupe Banque populaire (section composition).
Depuis 2013, il est compositeur associé à l’Orchestre National de Bretagne.
Sa musique est créée et régulièrement jouée par des ensembles tels Musicatreize, la maîtrise de Radio France, la maîtrise de Notre-Dame de Paris, Les Cris de Paris, Les Discours, les Quatuors Tana, Stanislas, l'ensemble Calioppée, l’ensemble Hélios, le trio Karénine, l'ensemble Syntonia, etc. Dans le domaine orchestral, il écrit entre autres pour l’Orchestre de Paris, de Caen, des Pays de Savoie, du conservatoire à rayonnement régional de Paris, l'Orchestre national d'Île-de-France, ainsi que par de nombreux solistes internationaux : David Kadouch, Ophélie Gaillard, Jean Ferrandis, Patrick Langot, Stéphanie Moraly, Christophe Beau, Romain David, Aline Piboule, Dominique de Williencourt, Philippe Muller, Lise Berthaud, Clément Saunier, Maya Villanueva, Françoise Kubler, etc.
Ses œuvres ont été jouées dans de nombreux festivals : à la Philharmonie de Paris, à la Chaise-Dieu, aux Flâneries musicales de Reims, à Rennes (Couvent des Jacobins) ou au musée d’Orsay.
Son premier opéra Fando et Lis, d'après la pièce éponyme de Fernando Arrabal, est créé en mai 2018 à l'Opéra de Saint-Étienne.
Son deuxième opéra Stella et le maître des souhaits est créé en 2021 par les chœurs de la Philharmonie de Paris et les musiciens de l'Orchestre de Paris. 
Son deuxième disque monographique Les Îles est sorti chez le label Harmonia Mundi en mai 2020, avec Emmanuelle Bertrand, Maya Villanueva et le Trio Syntonia avec, entre autres, des œuvres inspirées par les Îles − poètes Aimé Césaire et Dominique Lambert.

## Œuvres
Le catalogue de Benoît Menut est actuellement[Quand ?] composé de 114 opus, édités pour la plupart aux Éditions Musicales Artchipel.

### Musique de chambre
- Op. 113 −  Danza dei Contrasti, pour piano à quatre mains, dédiée à Marco di Bari, commande du Conservatoire Guido Cantelli de Novara – Durée 6 minutes
- Op. 111 − Iroise, pour violoncelle solo, deux « traversées », pour Emmanuelle Bertrand, écrite pour le disque monographique Les Iles – Durée 7 minutes 30
- Op. 110 − Caraïbes, pour deux violoncelles, pour Emmanuelle Bertrand et Patrick Langot − Durée : 3 minutes 30
- Op. 109 − I’m, pour saxophone alto solo (et interprète chantant), pour Nicolas Prost (ed. Billaudot) – Durée : 2 minutes
- Op. 107 − L’Oiseau Didariel, Étude-Statue numéro 5 pour piano solo, pour Romain David – Durée : 4 minutes
- Op. 104 − Valse Retrouvée, pour piano solo (commande de la Scala de Paris), création le 11 octobre 2019 par le dédicataire, David Kadouch – Durée : 4 minutes 30
- Op. 101 − Sur Mesures, troisième quatuor à cordes (commande de l’Espace Culturel de Chaillol), création le 23 mai 2019 au château de Tallard, dans le cadre du festival de Chaillol, par le quatuor Alétheia
- Op. 97 − Partita, pour traverso, hautbois baroque et viole de gambe (commande du CRR de Versailles), création le 1er avril 2019, Versailles − Durée 7 minutes
- Op. 96 − Un Fragment de Rimbaud, pour violon et percussions (commande du CRR de Versailles), création le 1er avril 2019, Versailles − Durée 10 minutes
- Op. 94 − Clameurs et Ramages, pour viole de gambe solo, création privée Paris, le 24 mars 2019, par Clara Fellmann − Durée 7 minutes
- Op. 93 − Les Nombres, pour violon et piano, création par Guillaume Latour (violon) et Célimène Daudet (piano), Paris, Salle Cortot, le 8 octobre 2018 − Durée 7 minutes 30
- Op. 92 − Alba, pour flûte, trio à cordes et harpe (commande de l’Orchestre de Bretagne), création le 12 mai 2018, Rennes − Durée 12 minutes
- Op. 91 − Happy Morning, pour soprano, violon, alto et violoncelle, création 21 aout 2018, à Sanary (commande du festival Sanary en Musique) − Durée 6 minutes
- Op. 90 − Amico, pour guitare solo, création 6 aout 2018, festival Autour du Ventoux, par le dédicataire, Yann Péran − Durée 5 minutes
- Op. 89 − Le Matin, pour trio à cordes, création le 22 aout 2018 à Sanary (commande du festival Sanary en Musique) − Durée 12 minutes
- Op. 82 − Bagatelle-Prélude, pour quatuor de clarinettes, pour le quatuor Les Anches Hantées, création 27 mai 2018, aux Musicales de Bagatelle (commande du festival), par les dédicataires − Durée 6 minutes
- Op. 78 − L’Argonaute, Étude-Statue numéro IV, pour piano solo, pour Aline Piboule, création Cité de la voix de Vézelay, septembre 2017 par la dédicataire − Durée 6 minutes
- Op. 76 − Stèles, pour quatuor avec piano, d’après les poèmes de Victor Segalen, création août 2017 au festival Autour du Ventoux (commande du festival) − Durée 16 minutes
- Op. 72 − Kol Nidré, mouvement pour quatuor à cordes, pour Bruno Fraitag, créé le 21 mai 2017 en la Synagogue Copernic, Paris − Durée 6 minutes
- Op. 71 − Le Guerrier Combattant, Étude-Statue numéro 3, pour la main gauche, pour Maxime Zecchini, enregistré label Ad Vitam records (AV 180115) – Durée 8 minutes 30
- Op. 69 − Promenade au Musée Henner, pour Dixtuor à vent (avec partie de clar basse ou contrebasse ad libitum), en lien avec le musée Jean-Jacques Henner, paris, création janvier 2018, ensemble Paris de vents (commande de l’ensemble), dir. Fabrice Colas − Durée 45 minutes
- Op. 68 − Postlude, pour violoncelle seul, pour Patrick Langot, écrit en février 2017, créé au festival Autour du Ventoux 2017 par le dédicataire − Durée 7 minutes
- Op. 65 − La Marianne de Kovider, Étude-Statue numéro 2, pour piano, pour Paloma Kouider, création le lundi 7 novembre 2016 à la Salle Cortot, Paris, par Paloma Kouider − Durée 5 minutes 30
- Op. 62 − La Valse de Camille Claudel, Étude-Statue numéro 1, pour piano, pour Carine Zarifian, création le 25 juillet 2016 au festival Plage Musicale en Bangor − Durée 11 minutes
- Op. 59 − Canto per Matteo, pour violon solo − Durée 4 minutes
- Op. 57 − Le Sel de la Terre, pour alto et violoncelle, commande de Sylvain Durantel, créé à Deauville le 23 octobre 2015 (Théâtre du Casino Barrière) Sylvain Durantel, alto, Emmanuel Christien, piano. Dans le cadre du spectacle « La cuisine à l’alto » enregistré, label Polymnie (POL 301 121) − Durée 4 minutes
- Op. 49 − Ultreia, suite pour alto solo (à Françoise Gnéri) − Durée 10 minutes
- Op. 48 − Regards de Vartan, n°I, The Woman in red, pour violoncelle solo (à la mémoire de Vartan), commande de Pour Que l’Esprit Vive, création décembre 2013 par Dominique de Williencourt
- Op. 48 B Regards de Vartan, n°I, The Woman in red, pour alto solo (à la mémoire de Vartan) version créée par Lise Berthaud, festival de La Prée, Mai 2014) − Durée 7 minutes
- Op. 47 − Danses, pour flûte et trio à cordes (v, alt, vc), (commande de l’ensemble Hélios), créé lors du vernissage de l’exposition Valloton au Grand Palais, Janvier 2014), pour l’Ensemble Hélios − Durée 20 minutes
- Op. 43 − Urbs, deuxième quatuor à cordes, création au festival d’Hourtin/Médoc en Mai 2013  (à Françoise Gnéri), commande du festival − Durée 20 minutes
- Op. 40 − L’Ombre du Vent, pour flûte seule, commande des Rencontres Musicales de La Prée, création mai 2012 par Jean Ferrandis (Pour Jean Ferrandis) − Durée 12 minutes
- Op. 39 − Trio n° II, Les Allées Sombres, pour violon, violoncelle et piano, commande de l’association Jeunes Talents, création aux Archives Nationales en 2012 (Pour Olga Alexeeva et le Trio Karenine) − Durée 16 minutes
- Op. 35 − Après une lecture de Dante, pour violoncelle et piano, commande de l’association Jeunes Talents, création aux Archives Nationales, Claire-Lise Demettre (Pour Laurent Bureau) − Durée 18 minutes
- Op. 32 − Premier Quatuor à cordes – Les illusions perdues, commande du Quatuor Stanislas, création Nancy Salle Poirel décembre 2010 (Pour le quatuor Stanislas) − Durée 24 minutes
- Op. 30 − YS, pour saxophone alto et piano, commande de Ronan Baudry (Pour Ronan Baudry) − Durée 14 minutes
- Op. 28 − Duo, Les Îles, pour violon et violoncelle, commande du festival Plage Musicale en Bangor, création Juillet 2009 (Pour Nathanaëlle Marie et Christophe Beau) − Durée 18 minutes
- Op. 25 − Micro-Suite, pour violoncelle solo, commande des Flâneries Musicales de Reims pour leur anniversaire. Création au festival en 2009 par Ophélie Gaillard (pour Ophélie Gaillard) / Création intégrale en 2010 par Patrick Langot au festival Musique en Brocéliande, enregistré (CD des Grands Prix SACEM 2016) − Durée 7 minutes
- Op. 22 − Trio, In Memoriam Olivier Greif,  pour violon, violoncelle et piano, commande de PQEV, création en l’Abbaye de La Prée, 2008 (Pour le Trio Schubert) − Durée 28 minutes
- Op. 21 − Trois sonneries, pour trompette et piano, création au festival Musique en Brocéliande 2011 (Pour Clément Saunier) − Durée 12 minutes manuscrit
- Op. 16 − Sonate à Quatre, pour trio à cordes et harpe, commande du Centre Tchèque de Paris
- (Pour l’ensemble Calliopée) − Durée 15 minutes manuscrit
- Op. 15 − Suite pour cinq trompettes, 2002 (Pour l’ensemble Trombamania) − Durée 10 minutes manuscrit
- Op. 14 − Aber, et miniatures, pour quatuor de saxophones (Pour le Quatuor Carré-Mêlé) − Durée 5 minutes (éd H. Lemoine)
- Op. 11 − Trop Breizh, deuxième quatuor de saxophones (Pour le Quatuor Carré-Mêlé) − Durée 14 minutes manuscrit
- Op. 6 − An Aber Ac’h, premier quatuor de saxophones (Pour le Quatuor Carré-Mêlé) − Durée 13 minutes manuscrit
- Op. 2 − Cinq pièces pour flûte et flûte en sol − Durée 6 minutes manuscrit

### Musique vocale à un/e ou deux chanteurs ou chanteuses
- Op. 108 – Paroles d’Iles, pour soprano et piano, sur un poème d’Aimé Césaire, écrit pour le disque monographique Les Iles – Durée : 3 minutes 30
- Op. 105 − Qui donc… qui donc, pour soprano (prenant des castagnettes) et violoncelle, sur un poème d’Aimé Césaire ; écrit pour le disque monographique Les Iles (sortie avril 2020), création le 26 octobre 2019 en direct sur France musique, par les dédicataires Patrick Langot et Maya Villanueva dans l’émission « Générations France Musique » – Durée : 3 minutes 30
- Op. 103 − Io seguo con disio, pour soprano et cordes, d’après un poème de Laurent de Medicis (commande des Rencontres Musicales de Saint Cézaire sur Siagne), création le 13 juillet 2019 en l’église de Saint-Cézaire, par Shigeko Hata (soprano) et les artistes du festival – Durée 8 minutes
- Op. 102 − Pie Jesu, pour soprano et viole de gambe (commande du festival Autour du Ventoux),création le 5 juillet 2019 en l’église d’Entrechaux, par Maya Villanueva (soprano) et Clara Fellmann (viole de gambe) – Durée : 4 minutes
- Op. 99 − Jeunesse, pour ténor et guitare, d’après un poème d’Andrée Chedid, création le 22 novembre 2018 au Studio Raspail (Paris) par Christophe Crapez (ténor) et Jean-Marc Svellenreuther (guitare) − Durée 4 minutes
- Op. 95 − Chapitres de Boutès, pour ténor et piano, d’après Boutès de Pascal Quignard, création Cité de la Voix de Vézelay, sept 2017, par Paul-Alexandre Dubois (ténor) et Aline Piboule (piano) − Durée 6 minutes
- Op. 64 − Quanta, pour soprano, violon, violoncelle et piano, sur des poèmes de Dominique Lambert, créés lors de la remise du Grand Prix SACEM 2016 de la musique symphonique « Jeune compositeur », le 5 décembre 2016 aux Folies Bergère puis en version définitive au sein du disque Les Iles (Hamonia Mundi 2020) − Durée 24 minutes
- Op. 61 − Fusées, pour soprano, flûte, hautbois, basson et piano, en hommage à Henri Dutilleux, d’après l’œuvre de Charles Baudelaire. Créées le 20 juillet 2016 en l’Hôtel de Soubise, Festival Européen Jeunes Talents, Anna Besson (flûte), Marie-Laure Garnier (soprano), Augustin Gorisse (hautbois), Louise Lapierre (basson), Vincent Mussat (piano) − Durée 13 minutes
- Op. 58 − Au milieu de la Mer, pour soprano et violoncelle (pour Maya Villanueva et Patrick Langot), sur un extrait du poème Me zo ganet e-kreiz ar mor de Jean-Pierre Calloc’h − Durée 6 minutes 30
- Op. 51 − Deux Prières Œcuméniques, pour soprano et orgue, 2014 (Ave Maria et Prière Soufi), commande des monuments nationaux pour la sortie du livre de Pascal Lemaître − Durée 9 minutes
- Op. 50 − Trois Poèmes galants, pour soprano et piano, poèmes de Clément Marot, Du Bellay et Guilhem IX d’Aquitaine, (pour Macha Lemaître) − Durée 12 minutes
- Op. 41 − Épitaphes, pour voix de basse et piano (poèmes d’Epaminondas Chiriacopol) − Durée 10 minutes
- Op. 36 − Le Monologue d’Anna, pour voix de femme, clarinette (prenant la basse) et piano (texte de Dominique Lambert), commande du festival Plage Musicale en Bangor, création Juillet 2012 (Pour l’Ensemble Accroche-Note) − Durée 10 minutes
- Op. 33 − Le Baiser de Marbre Noir, pour soprano, clarinette (prenant aussi la basse), violoncelle et piano (sur un texte de Christian Bobin), commande du festival Plage Musicale en Bangor, création en juillet 2010 (Pour l’ensemble Accroche Note : Françoise Kubler, Armand Angster, Christophe Beau, Carine Zarifian) −  Durée 24 minutes
- Op. 27 − Just for a While, Petite Cantate pour soprano et piano (sur des textes de poètes anglais élisabéthains), (Pour Agnès Minutesier) − Durée 7 minutes manuscrit
- Op. 12 − Le dormeur du val (poème de A. Rimbaud) pour deux voix de femmes et piano, en hommage respectueux à Madame Christa Ludwig, création le 5 novembre 2019, Genève, Leman Festival (écriture 2002-2019) − Durée 6 minutes
- Op. 10 − La Sône (poèmes de Xavier Grall), cycle de mélodies pour voix et piano, créé à l’Abbaye de la Prée, Juin 2008, Laurent Bourdeaux, (baryton) et Elsa Grabowski (piano) − Durée 40 minutes manuscrit
- Op. 3 − Cinq poèmes de Verlaine (Poèmes Saturniens) pour voix et piano, créé à Brest (conservatoire) en 1998, Laure Peny (soprano), Daria Fadeeva (piano) − Durée 8 minutes manuscrit

### Musique chorale
- Op. 86 − Trois Prières, pour chœur à voix égales, commande de la Maîtrise de Radio-France, création le 2 avril 2019, Maison de la Radio, dir. Sofi Jeanin − Durée 11 minutes
- Op. 77 − Petite Cantate, d’après un extrait de l’Apocalypse de Saint-Jean, pour baryton solo, chœur de jeunes à 4 voix, flûte, violon, alto, violoncelle et orgue, création au festival Plage musicale en Bangor, 23 juillet 2017 − Durée 13 minutes 30
- Op. 46 − À Marée Basse…, dix « poèmes salés » (de Macha Lemaître) pour chœur d’enfants et piano, commande de l’Institut Français d’Art Choral, création mars 2015 par la maîtrise d’enfants du conservatoire du 9ème arr. de Paris (à Macha Lemaître) − Durée 12 minutes
- Op. 45a − Un grand vent s’est levé, pour chœur d’enfants et orgue, commande de Musique Nouvelle en Liberté, créé par la Maîtrise de Notre-Dame de Paris en la Cathédrale, 2013, orgue Denis Comtet  (à Lionel Sow et la Maîtrise de Notre-Dame)
- Op. 45b − Un grand vent s’est levé, pour chœur d’enfants, quatuor à cordes et harpe, commande de Musique Sacrée à Notre-Dame de Paris, créé en 2014 par la Maîtrise de Radio-France et la Maîtrise de Notre-Dame de Paris (à Lionel Sow et la Maîtrise de Notre-Dame) − Durée 6 minutes
- Op. 38 − Et Audivi Vocem, pour chœur d’enfants et orgue, création Cathédrale de Poitiers, 2012, Chœur Saint Marc de Lyon (texte : Apocalypse de Saint-Jean 21-3/4) (Pour Jean et Marc Henric) − Durée 6 minutes
- Op. 37 − Lettre à Louise, pour chœur mixte commande du musée de Meaux pour son inauguration, (texte de Frédérique Lab), pour Loïc Pierre et le Chœur Mikrokosmos − Durée 7 minutes  manuscrit
- Op. 34 − Une carte du Tendre,  pour 7 voix solistes et flûte  (sur des textes d’auteurs du Moyen-Âge), commande du festival Musique en Brocéliande, création Juillet 2010, (pour l’ensemble Apostroph’) − Durée 15 minutes manuscrit
- Op. 29 − Bimba !, pour chœur mixte (texte de Hugo Ball), commande du CEPRAVOI, créé au festival de la voix de Châteauroux 2010, (Pour le chœur de l’UFR musicologie de Tours)' − Durée 5 minutes (éditions La Synphonie d’Orphée)'
- Op. 24 − Les trois hymnes primitifs, pour chœur mixte et piano (poèmes de Victor Segalen, Pour le chœur Système 20-21, dir. Christine Morel) − Durée 16 minutes manuscrit
- Op. 19 − Trois fables de Monsieur de la Fontaine, en forme d’études, pour chœur mixte, commande de A Chœur Joie (2007) (Pour le Chœur National des Jeunes, dir. Valérie Fayet) − Durée 11 minutes éditions A chœur Joie
- Op. 18 – Cælestis Hierusalem, pour chœur de femmes ou trois voix de femmes, (texte : Apocalypse de Saint-Jean 21- 1/2), (pour le Trio Viva Lux)'  − Durée 7 minutes manuscrit'
- Op. 17 − Libera me, pour chœur mixte (poème de J. Grévin), commande des Petits Chanteurs de Saint-Christophe (Paris), création festival de la Chaise-Dieu (2005-2006), (Pour les Petits Chanteurs de Saint-Christophe, dir. Lionel Sow' − Durée 8 minutes éditions Symétrie
- Op. 13 − Le Roy Renaud, pour chœur de femmes, commande du Chœur Britten dir. Nicole Corti (Pour le Chœur Britten) − Durée 7 minutes éditions Symétrie
- Op. 8 − Amers (poème de Saint-John Perse), pour ensemble vocal, création 2001 par l’ensemble vocal Continuum, (Pour l’ensemble vocal Continuum, dir. Christine Morel)' − Durée 4 minutes manuscrit
- Op. 7 − Allez dire à la ville (poème de Xavier Grall), pour ensemble vocal, (Pour Les Cris de Paris, dir. Geoffroy Jourdain) − Durée 8 minutes manuscrit
- Op. 5 − Les Mouches (d’après l’œuvre de Jean-Paul Sartre) pour chœur de femmes − Durée 5 minutes manuscrit

### Musique pour orchestre et avec solistes, ensembles
- Op.85 − Les Trois Abers, pour orchestre symphonique, commande de l’Orchestre Symphonique de Bretagne, création les 18 et 19 octobre 2019 en la salle des Jacobins de Rennes – Durée 12 minutes
- Op. 84 − Icare, pour piano et ensemble (vents et percussions), création 11 février 2018, commande du festival Piano-Campus pour sa finale, orchestre du CRR de Cergy, direction Benoît Girault et les trois finalistes : Maria Kustas (Russie), Edward Leung (États Unis) et Yeontaek Oh (Corée du Sud) − Durée 6 minutes
- Op. 81 − Anita, pour orchestre symphonique, création le 2 juin 2018 à Rennes, salle des Jacobins, par l’orchestre Symphonique de Bretagne, dir. Grant Llewellyn − Durée 17 minutes
- Op. 75 − O Vis Aeternitatis (O Puissance de l’Éternité), pour violon solo et ensemble à cordes, pour Marianne Piketty, création 5 aout 2017, festival Musique aux Quatre Horizons, Ronchamp − Durée 12 minutes 30
- Op. 67 − Scherzo, pour orchestre symphonique, commande de l’Orchestre Symphonique de Bretagne, création le 28 février 2017 à Saint-Brieuc – La Passerelle, dir. Grant Llewellyn – Durée 15 minutes
- Op. 56 − Die Sehnsucht nach dem Glück (l’Aspiration au bonheur), rhapsodie pour violoncelle et orchestre, commande du festival Plage Musicale en Bangor à l’occasion de ses 10 ans. Créée le 13 juillet 2015 en l’église de Bangor par Christophe Beau et l’Orchestre Symphonique de Bretagne (dir. Noam Zur), pour Christophe Beau − Durée 16 minutes
- Op. 54 − Un Poème, rhapsodie pour violon et orchestre, commande de la Ville de Paris, création Mai 2015 par Stéphanie Moraly (violon et l’Orchestre du CRR de Paris (direction Xavier Delette, pour Stéphanie Moraly et Xavier Delette − Durée 18 minutes
- Op. 44 − En Résonance, pour orchestre symphonique, commande de l’O.S.B, création 2013 au Théâtre National de Bretagne, pour Darrell Ang et l’Orchestre de Bretagne − Durée 9 minutes
- Op. 42 − L’Année du daim, pour orchestre symphonique, commande de l’Orchestre des Pays de Savoie, création 2013, pour Nicolas Chalvin et l’orchestre des Pays de Savoie − Durée 6 minutes
- Op. 26 − Festa Januaria, concerto pour violoncelle et orchestre à cordes, commande de l’association Pour que l’Esprit Vive, création Abbaye de la Prée, 2008, pour Dominique de Williencourt et l’orchestre Edgédé − Durée 23 minutes manuscrit
- Op. 23 − Sur un Poème de Jacques Roubaud, pour orchestre symphonique, commande de la MPAA Paris, créé par l’Orchestre du CRR de Paris, dir. Xavier Delette − Durée 7 minutes manuscrit
- Op. 20 − Tétraccords, pour grand orchestre d’harmonie, commande de la MPAA Paris, Musique des Équipages de la Flotte de Brest, dir. Fabrice Colas − Durée 15 minutes manuscrit

### Opéra, musique de scène, spectacle musical
- Op. 106 − Stella et le Maître des Souhaits, opéra pour Solistes, chœur d’enfants, ensemble instrumental (onze musiciens), sur un livret de Mathieu Ferey et Cyril Deydier (commande de l’Orchestre de Paris), création le 6 mai 2020 en la Philharmonie de Paris, dir. Lionel Sow – Durée : une heure sans entracte
- Op. 100 − Shéhérazade, une fille de la ville, opéra de chambre pour chœur de jeunes et ensemble instrumental, création le 1- avril 2019 au conservatoire de Gennevilliers, sous la direction de Lucie Larnicol, commande de l’association «  Grand Mélange », durée 55 minutes, sans entracte
- Op. 98 − L’enfant qui ne parlait pas, conte musical pour récitant et quatuor à cordes, livret d’Olivier Cohen, commande du quatuor Tana, création le 17 septembre 2017, Lille, festival Versus par Elissa Aloula, récitante et le quatuor Tana − durée 36 minutes
- Op. 79 − Fando et Lis, opéra, d’après la pièce de Fernando Arrabal, livret et mise en scène Kristian Frédric, pour cinq solistes, chœur mixte, fanfare de scène et orchestre, création à l’Opéra de Saint-Etienne, le 2 mai 2018, dir. Daniel Kawka − Durée 2 heures sans entracte
- Op. 74 − Le Petit Garçon qui avait envie d’espace, pour comédienne et piano, d’après le conte de Jean Giono, création au festival de Chaillol, aout 2017, par Cécile Brochoire (comédienne) et Michael Dian (piano) − Durée 35 minutes
- Op. 73 − Un loup affamé, pour récitant et piano, d’après un conte russe traditionnel, pour Jérémie Honoré, création le 23 juillet 2017, festival Musique à la ferme − Durée 12 minutes
- Op. 63 − Symphonie pour une Plume, pour comédien, percussionniste et orchestre symphonique (2/2/2/2 − 2/2/0/0  − timp – 8/6/5/4/3), création Opéra de Rennes le 8 décembre 2016, par l’Orchestre Symphonique de Bretagne, direction : Aurélien Azan Zielinski, percussions : Huggo Le Hénan, mise en scène : Florence Lavaud, comédien : Jérémy Barbier  − Durée 55 minutes
- Op. 55 − La Légende de saint Julien l’Hospitalier, musique pour le conte éponyme de Gustave Flaubert, pour récitant, flûte, violon, alto et violoncelle (les instrumentistes jouant quelques percussions), (pour Bruno-Ory-Lavollée), commande du Festival des Forêts, créée le 28 juin 2015 au château de Pierrefonds par Daniel Mesguich (récitant) et l’Ensemble Helios, sous la direction du compositeur − Durée 1 heure 15
- Op. 9 − Le livre de Camille, opéra pour chœur d’enfants et ensemble instrumental, livret de Jeff (pour Christine Morel), création 2003 Jardin d’acclimatation, reprise Cité de la Musique 2005 − Durée 1 heure 15 manuscrit

### Pièces pédagogiques
- Op. 112- Pour Préluder, petits préludes pour jeunes pianistes (commande du Conservatoire de Saint-Malo), pour Agnès Dubois-Chauvet, création le 24 janvier 2020 au conservatoire de Saint-Malo, par les élèves − Durée : 8 minutes
- Op. 83a −  À Cordes Perdues, pour ensemble de harpes celtiques et grande harpe, création Dinan, 2 juin 2018 dans le cadre du spectacle Reflets d’Anita  −  Durée 10 minutes
- Op. 83b − Une Ame Baroque, pour ensemble de flûtes à bec, création Dinan, 2 juin 2018 dans le cadre du spectacle Reflets d’Anita − Durée 10 minutes
- Op. 83c − Scène Océaniques, pour orchestre d’harmonie, création Dinan, 2 juin 2018 dans le cadre du spectacle Reflets d’Anita − Durée 10 minutes
- Op. 83d − Ave Maria, pour trois voix égales et orgue, création Dinan, 2 juin 2018 dans le cadre du spectacle Reflets d’Anita − Durée 6 minutes
- Op. 83e − Quatre chansons vers Anita, pour voix d’enfants à l’unisson, alto, basson et piano, création Dinan, 2 juin 2018 dans le cadre du spectacle Reflets d’Anita − Durée 14 minutes
- Op. 83f − L’Arche de Mémoire, pour orchestre à cordes, création Dinan, 2 juin 2018 dans le cadre du spectacle Reflets d’Anita − Durée 10 minutes
- Op. 66 − Une Bretagne, en mots et en sons, commande du Conservatoire de Quimper (écrit en décembre 2016) pour jeunes altistes, violonistes et pianistes, création le 14 mai 2017 à Quimper (classes de Carole Rouillard et Nicole Noël) − Durée 30 minutes
- Op. 60 − Chemins d’Amis, pour alto, clarinette, piano, sons projetés et voix d’enfants, création le 16 juin 2016 au Tambour de Rennes par les enfants de l’école Lafaye-Gaçet, Cyril Robert (alto), Christine Fourrier (clarinette), Benoît Menut, piano, direction Anne Berry − Durée 20 minutes
- Op. 53 − Insectitudes, pour chœur d’enfants, flûte, trompette et violoncelle et électro-acoustique, commande de l’Orchestre Symphonique de Bretagne et de la SACEM, dans le cadre de ma résidence (2015-2017), création juin 2015 par les enfants de l’école Pascal Lafaye de Rennes et les solistes de l’orchestre − Durée 18 minutes
- Op. 52 − Les Sons dessinés, 19 duos pour violons, commande de la Ville de Paris, création Mai 2015 au CRR de Paris par les étudiants (pour Suzanne Gesner et Stéphanie Moraly) − Durée 45 minutes
- Environ 60 pièces vocales, aux éditions Henri Lemoine, présentes dans des manuels de formation musicale (Planète FM de Marguerite Labrousse, Permis de Chanter de Marguerite Labrousse et Benoît Menut, L’Ouverture à la Musique de Pierre Chépélov et Benoît Menut)
- 6 pièces pour l’association Petites Mains Symphoniques, pour trompette et piano et trompette et orchestre Mozart – Durée 25 minutes

### Arrangements
- Noël des enfants qui n’ont plus de maison, de Claude Debussy (texte du compositeur), enregistré : disque Klarthe (K062, 2018)
- Le Jet d’eau, de Claude Debussy, poème de Charles Baudelaire, pour soprano, quatuor à cordes et piano, enregistré : disque Klarthe (K062, 2018)
- Prélude à l’Après-Midi d’un Faune de Claude Debussy, pour piano et quatuor à cordes, commande d’Arte Live Web pour l’émission « Les Salons de Musique », Quintette Syntonia, 2013 / enregistré : disque Klarthe (K062, 2018)
- La Mer, de Guy Ropartz, arrangement de la mélodie pour quatuor avec piano, pour l’Ensemble Gustave (2018)
- Trois airs de Hervé, pour soprano, clarinette, quatuor à cordes et piano, pour Marie Perbost dans le cadre de son disque Harmonia Mundi, enregistrement novembre 2018.
- Fireday, pour chanteuse et quatuor à cordes, pour Rosemary Standley et le Quatuor Ardeo, commande d’Arte Live Web pour l’émission « Les Salons de Musique » (2011)
- Bourbonnais, quatrième mouvement du quatrième Quatuor à cordes d’Olivier Greif, commande de l’ensemble European Camerata, 2010
- Pour le spectacle 14-18 de 10 mois d’école et d’opéra (opéra Bastille), arrangement pour petit ensemble en chœur de Après un rêve (Fauré), Noel des enfants qui n’ont plus de maison (Debussy), Marche de Faust de Gounod, extraits de Kindertotenlieder (Malher), Trois beaux oiseaux du Paradis (Ravel)
- Arthur et les Minimoys, arrangement pour piano de la musique du film écrite par Eric Serra (éditions Robert Martin)

### Cinéma, théâtre
- Op. 88 Songe, musique de scène pour guitare, guitare basse, batterie, comédien, pour le spectacle de Florence Lavaud, création novembre 2018 au théâtre de Périgueux − Durée 40 minutes
- Musique pour le documentaire Ultreia de Pascal Roy (2014), Arte

## Distinctions

### Récompenses
- 2014 : prix Francis et Mica Salabert[6]
- 2016 : grand prix Sacem de la musique symphonique (jeune compositeur)[réf. souhaitée] ;
- 2019 : prix nouveau talent de la SACD[réf. souhaitée] ;
- 2019 : prix Charles Oulmont[réf. souhaitée] ;
- 2021 : prix des professeurs du grand prix lycéen des compositeurs de la Maison de la musique contemporaine[7].

### Nomination
Benoît Menut est nommé aux Victoires de la musique classique en 2021 et en 2022.

## Publications
- Mathieu Ferey et Benoît Menut, Joseph-Guy Ropartz ou Le pays inaccessible, Papillon, coll. Mélophiles, Genève, 2005  (ISBN 978-2940310258 et 2-940310-25-4)

## Discographie
- Les Îles : L'Oiseau Didariel ; Quanta ; Iroise ; Caraïbes ; Qui donc, qui donc... Parole d'îles ; Canto per Matteo ; Duo Les Îles − Maya Villanueva, Emmanuelle Bertrand, Ensemble Syntonia (2020, Harmonia Mundi)
- Le petit garçon qui avait envie d'espace − Cécile Brochoire, Michaël Dian (2020, Semaisons)
- Bretagne[s] (Cras, Ropartz, Menut) : Stèles (d'après Victor Segalen) − Ensemble Gustave (2020, Klarthe Records)
- Légendes armoricaines : Ys, pour saxophone et piano − Ronan Baudry, Romain Hervé (2020, Skarbo)
- L'enfant qui ne parlait pas − Elissa Alloula (2019, Studio Kos and Co)
- Præludio (Préludes et Ricercari de Bach, Gabrielli, Gubaidulina et Menut) : Postlude, pour violoncelle solo − Patrick Langot, violoncelle (2019, Klarthe Records)
- Monologue(s) : Trio In memoriam Olivier Greif ;  Le baiser de marbre noir ; Le monologue d'Anna − Ensemble Accroche Note (2012, Sonogramme) (OCLC 858154527), (BNF 43514161)